# Harari-istočni gurage jezici
Harari-istočni gurage jezici, skupina južnoetiopskih jezika kojima govori preko 1 000 000 ljudi u Etiopiji. Najgovoreniji jezik je silt’e ili istočni gurage [stv] (1 000 000; 2007) koji ima nekoliko dijalekata, i od kojih je wolane [wle] 2008. dobio status posebnog jezika.
Ostala dva manja jezika su harari [har], 21 300 govornika (1994 popis) i zay [zwa], 4 880 (1994 SIL).

## Vanjske poveznice
- Ethnologue (14th)
- Ethnologue (15th)